# Pierre Maldonado
Pour les articles homonymes, voir Maldonado.
Pierre Maldonado, né le 27 mars 1948 à Aïn Témouchent et mort le 21 décembre 2009 à Saint-Herblain, est un écrivain français, auteur de roman policier.

## Œuvre

### Romans
- Le Septième Cercle, Éditions Jean-Claude Lattès (1976), réédition Apaxe (1999)  (ISBN 2-913618-00-6)
- La Lumière et la Nuit, Vertiges du Nord-Carrère (1987)
- Le Petit Flambeur ou le blues après minuit, Éditions Denoël, coll. « Sueurs froides » (1988)  (ISBN 2-207-23489-4)
- Un été espagnol, Éditions Denoël, coll. « Sueurs froides » (1990)  (ISBN 2-207-23732-X)
- Tristezza, Les 39 marches (1997)  (ISBN 2-912004-02-0)
- L'Homme qui aimait Clélia, Les 39 marches (1997)  (ISBN 2-912004-00-4)
- Une sale histoire : a nasty affair, Apaxe (2001)  (ISBN 2-913618-02-2)
- La Dernière Aube, TdB éditions (2008)  (ISBN 978-2-35836-015-9)